# جوشوا ديونيسيو
جوشوا ديونيسيو هو ممثل فلبيني، ولد في 14 ديسمبر 1994 في مدينة كيزون في الفلبين.

## وصلات خارجية
- جوشوا ديونيسيو على موقع IMDb (الإنجليزية)
- جوشوا ديونيسيو على موقع ميوزك برينز (الإنجليزية)
- جوشوا ديونيسيو على موقع قاعدة بيانات الفيلم (الإنجليزية)